# Syntretus extensus
Syntretus extensus är en stekelart som beskrevs av Papp 2004. Syntretus extensus ingår i släktet Syntretus och familjen bracksteklar. Inga underarter finns listade i Catalogue of Life.